# وادي تغوت (المهرة)

تعديل مصدري - تعديل

وادي تغوت هي إحدى قرى مديرية منعر التابعة لمحافظة المهرة، بلغ تعداد سكانها 25 نسمة حسب تعداد اليمن لعام 2004.